# Danmark Rundt 2022
Danmark Rundt 2022, ze względów sponsorskich znany również jako PostNord Danmark Rundt 2022 – 31. edycja wyścigu kolarskiego Danmark Rundt, która odbyła się w dniach od 16 do 20 sierpnia 2022 na liczącej ponad 767 kilometrów trasie składającej się z 5 etapów i biegnącej z Lillerød do Vejle. Impreza kategorii 2.Pro była częścią UCI ProSeries 2022.

## Etapy
| Etap | Data   | Start – Meta      | type                       | Dystans (km) | Suma wzniesień (m) | Zwycięzca etapu    | Lider              |
| ---- | ------ | ----------------- | -------------------------- | ------------ | ------------------ | ------------------ | ------------------ |
| 1    | 16 sie | Lillerød – Køge   | płaski                     | 222,6        | 1231 m             | Olav Kooij         | Olav Kooij         |
| 2    | 17 sie | Assens – Assens   | jazda indywidualna na czas | 12,2         | 81 m               | Magnus Sheffield   | Magnus Sheffield   |
| 3    | 18 sie | Otterup – Herning | płaski                     | 239,3        | 1429 m             | Olav Kooij         | Magnus Sheffield   |
| 4    | 19 sie | Skive – Skive     | płaski                     | 167,3        | 1111 m             | Jasper Philipsen   | Magnus Sheffield   |
| 5    | 20 sie | Give – Vejle      | pagórkowaty                | 125,9        | 1684 m             | Christophe Laporte | Christophe Laporte |

## Uczestnicy

### Drużyny
| WorldTeams (7)- EF Education-EasyPost - Ineos Grenadiers - Israel-Premier Tech - Jumbo-Visma - Quick-Step Alpha Vinyl - Team DSM - Trek-Segafredo ProTeams (7)- Alpecin-Deceuninck - Bardiani-CSF-Faizanè - Bingoal Pauwels Sauces WB - Human Powered Health - Team Novo Nordisk - Sport Vlaanderen-Baloise - Uno-X Pro Cycling Team Continental teams (6)- BHS-PL Beton Bornholm - HRE Mazowsze Serce Polski - Restaurant Suri-Carl Ras - Riwal - ColoQuick - Coop Reprezentacja- Dania |
| |

### Lista startowa
| Quick-Step Alpha Vinyl QST | Quick-Step Alpha Vinyl QST | Quick-Step Alpha Vinyl QST |
| -------------------------- | -------------------------- | -------------------------- |
| Nr                         | Kolarz                     | Miejsce                    |
| 1                          | Tim Declercq (BEL)         | 30.                        |
| 2                          | Josef Černý (CZE)          | 39.                        |
| 3                          | James Knox (GBR)           | 21.                        |
| 4                          | Michael Mørkøv (DEN)       | 36.                        |
| 5                          | Mauro Schmid (SUI)         | 6.                         |
| 6                          | Zdeněk Štybar (CZE)        | 14.                        |
| 7                          | Ethan Vernon (GBR)         | 95.                        |

| Trek-Segafredo TFS | Trek-Segafredo TFS           | Trek-Segafredo TFS |
| ------------------ | ---------------------------- | ------------------ |
| Nr                 | Kolarz                       | Miejsce            |
| 11                 | Markus Hoelgaard (NOR)       | DNF-5              |
| 12                 | Alexander Kamp (DEN) (szosa) | 54.                |
| 13                 | Jacopo Mosca (ITA)           | 65.                |
| 14                 | Quinn Simmons (USA)          | DNF-5              |
| 15                 | Mattias Skjelmose (DEN)      | 3.                 |
| 16                 | Jasper Stuyven (BEL)         | 9.                 |
| 17                 | Otto Vergaerde (BEL)         | 57.                |

| Jumbo-Visma TJV | Jumbo-Visma TJV                | Jumbo-Visma TJV |
| --------------- | ------------------------------ | --------------- |
| Nr              | Kolarz                         | Miejsce         |
| 21              | Mick van Dijke (NED)           | 7.              |
| 22              | Gijs Leemreize (NED)           | 84.             |
| 23              | Pascal Eenkhoorn (NED) (szosa) | 38.             |
| 24              | Olav Kooij (NED)               | 43.             |
| 25              | Christophe Laporte (FRA)       | 1.              |
| 26              | Lennard Hofstede (NED)         | DNF-5           |
| 27              | Tosh Van der Sande (BEL)       | 33.             |

| EF Education-EasyPost EFE | EF Education-EasyPost EFE | EF Education-EasyPost EFE |
| ------------------------- | ------------------------- | ------------------------- |
| Nr                        | Kolarz                    | Miejsce                   |
| 31                        | Daniel Arroyave (COL)     | DNF-3                     |
| 32                        | Magnus Cort Nielsen (DEN) | 5.                        |
| 33                        | Jens Keukeleire (BEL)     | 41.                       |
| 34                        | Sebastian Langeveld (NED) | 99.                       |
| 35                        | Jonas Rutsch (GER)        | 17.                       |
| 36                        | Thomas Scully (NZL)       | 103.                      |
| 37                        | Łukasz Wiśniowski (POL)   | DNF-1                     |

| Ineos Grenadiers IGD | Ineos Grenadiers IGD     | Ineos Grenadiers IGD |
| -------------------- | ------------------------ | -------------------- |
| Nr                   | Kolarz                   | Miejsce              |
| 41                   | Egan Bernal (COL)        | DNF-5                |
| 42                   | Omar Fraile (ESP)        | 69.                  |
| 43                   | Michał Kwiatkowski (POL) | DNF-5                |
| 44                   | Jhonatan Narváez (ECU)   | 13.                  |
| 45                   | Magnus Sheffield (USA)   | 2.                   |
| 46                   | Ben Swift (GBR)          | DNF-5                |
| 47                   | Geraint Thomas (GBR)     | 34.                  |

| Israel-Premier Tech IPT | Israel-Premier Tech IPT  | Israel-Premier Tech IPT |
| ----------------------- | ------------------------ | ----------------------- |
| Nr                      | Kolarz                   | Miejsce                 |
| 51                      | Guillaume Boivin (CAN)   | 63.                     |
| 52                      | Matthias Brändle (AUT)   | DNF-5                   |
| 53                      | Alex Dowsett (GBR)       | DNF-5                   |
| 54                      | Taj Jones (AUS)          | 104.                    |
| 55                      | Nadav Raisberg (ISR)     | 74.                     |
| 56                      | Mads Würtz Schmidt (DEN) | 15.                     |
| 57                      | Corbin Strong (NZL)      | 28.                     |

| Team DSM DSM | Team DSM DSM                 | Team DSM DSM |
| ------------ | ---------------------------- | ------------ |
| Nr           | Kolarz                       | Miejsce      |
| 61           | Søren Kragh Andersen (DEN)   | 4.           |
| 62           | Asbjørn Kragh Andersen (DEN) | DNF-5        |
| 63           | Frederik Madsen (DEN)        | 85.          |
| 64           | Casper Pedersen (DEN)        | 46.          |
| 65           | Leon Heinschke (GER)         | DNF-5        |
| 66           | Tobias Lund Andresen (DEN)   | 23.          |
| 67           | Moritz Kärsten (GER)         | 94.          |

| Alpecin-Deceuninck AFC | Alpecin-Deceuninck AFC | Alpecin-Deceuninck AFC |
| ---------------------- | ---------------------- | ---------------------- |
| Nr                     | Kolarz                 | Miejsce                |
| 71                     | Jasper Philipsen (BEL) | 22.                    |
| 72                     | Stefano Oldani (ITA)   | 8.                     |
| 73                     | Silvan Dillier (SUI)   | 32.                    |
| 74                     | Julien Vermote (BEL)   | 52.                    |
| 75                     | Timo Kielich (BEL)     | DNF-5                  |
| 76                     | Nicola Conci (ITA)     | DNF-5                  |
| 77                     | Floris De Tier (BEL)   | DNF-3                  |

| Human Powered Health HPM | Human Powered Health HPM      | Human Powered Health HPM |
| ------------------------ | ----------------------------- | ------------------------ |
| Nr                       | Kolarz                        | Miejsce                  |
| 81                       | Pier-André Côté (CAN) (szosa) | 47.                      |
| 82                       | Arvid de Kleijn (NED)         | 49.                      |
| 83                       | Chad Haga (USA)               | 86.                      |
| 84                       | Colin Joyce (USA)             | DNS-4                    |
| 85                       | Nickolas Zukowsky (CAN)       | 16.                      |
| 86                       | Adam de Vos (CAN)             | 105.                     |
| 87                       | Tyler Stites (USA)            | DNS-1                    |

| Uno-X Pro Cycling Team UXT | Uno-X Pro Cycling Team UXT  | Uno-X Pro Cycling Team UXT |
| -------------------------- | --------------------------- | -------------------------- |
| Nr                         | Kolarz                      | Miejsce                    |
| 91                         | Rasmus Tiller (NOR) (szosa) | 107.                       |
| 92                         | Anders Skaarseth (NOR)      | 40.                        |
| 93                         | Lasse Norman Leth (DEN)     | 11.                        |
| 94                         | Anthon Charmig (DEN)        | 10.                        |
| 95                         | Erlend Blikra (NOR)         | DNF-5                      |
| 96                         | Niklas Larsen (DEN)         | 51.                        |
| 97                         | Jonas Gregaard (DEN)        | DNS-4                      |

| Bardiani CSF Faizanè BCF | Bardiani CSF Faizanè BCF | Bardiani CSF Faizanè BCF |
| ------------------------ | ------------------------ | ------------------------ |
| Nr                       | Kolarz                   | Miejsce                  |
| 101                      | Luca Colnaghi (ITA)      | 89.                      |
| 102                      | Davide Gabburo (ITA)     | 66.                      |
| 103                      | Sacha Modolo (ITA)       | 81.                      |
| 104                      | Manuele Tarozzi (ITA)    | 109.                     |
| 105                      | Alessandro Tonelli (ITA) | 60.                      |
| 106                      | Enrico Zanoncello (ITA)  | 110.                     |
| 107                      | Samuele Zoccarato (ITA)  | 58.                      |

| Bingoal Pauwels Sauces WB BWB | Bingoal Pauwels Sauces WB BWB | Bingoal Pauwels Sauces WB BWB |
| ----------------------------- | ----------------------------- | ----------------------------- |
| Nr                            | Kolarz                        | Miejsce                       |
| 111                           | Stanisław Aniołkowski (POL)   | 67.                           |
| 112                           | Ceriel Desal (BEL)            | 45.                           |
| 113                           | Timothy Dupont (BEL)          | DSQ-4                         |
| 114                           | Karl Patrick Lauk (EST)       | DNF-5                         |
| 115                           | Laurenz Rex (BEL)             | 56.                           |
| 116                           | Ludovic Robeet (BEL)          | DNF-5                         |
| 117                           | Tom Wirtgen (LUX)             | 50.                           |

| Sport Vlaanderen-Baloise SVB | Sport Vlaanderen-Baloise SVB | Sport Vlaanderen-Baloise SVB |
| ---------------------------- | ---------------------------- | ---------------------------- |
| Nr                           | Kolarz                       | Miejsce                      |
| 121                          | Jenno Berckmoes (BEL)        | 12.                          |
| 122                          | Kamiel Bonneu (BEL)          | 78.                          |
| 123                          | Vito Braet (BEL)             | 25.                          |
| 124                          | Alex Colman (BEL)            | 37.                          |
| 125                          | Gilles De Wilde (BEL)        | 82.                          |
| 126                          | Julian Mertens (BEL)         | DNF-4                        |
| 127                          | Sasha Weemaes (BEL)          | 68.                          |

| Team Novo Nordisk TNN | Team Novo Nordisk TNN | Team Novo Nordisk TNN |
| --------------------- | --------------------- | --------------------- |
| Nr                    | Kolarz                | Miejsce               |
| 131                   | Matyáš Kopecký (CZE)  | 98.                   |
| 132                   | Andrea Peron (ITA)    | 71.                   |
| 133                   | David Lozano (ESP)    | 72.                   |
| 134                   | Hamish Beadle (NZL)   | 100.                  |
| 135                   | Filippo Ridolfo (ITA) | 96.                   |
| 136                   | Declan Irvine (AUS)   | 91.                   |
| 137                   | Péter Kusztor (HUN)   | DNF-3                 |

| Team Coop TCO | Team Coop TCO                 | Team Coop TCO |
| ------------- | ----------------------------- | ------------- |
| Nr            | Kolarz                        | Miejsce       |
| 141           | Andreas Stokbro (DEN)         | 27.           |
| 142           | Louis Bendixen (DEN)          | 77.           |
| 143           | Håkon Aalrust (NOR)           | DNF-3         |
| 144           | Eirik Lunder (NOR)            | 88.           |
| 145           | André Drege (NOR)             | 76.           |
| 146           | Olav Hjemsæter (NOR)          | 55.           |
| 147           | Karsten Larsen Feldmann (NOR) | DNS-1         |

| HRE Mazowsze Serce Polski MSP | HRE Mazowsze Serce Polski MSP  | HRE Mazowsze Serce Polski MSP |
| ----------------------------- | ------------------------------ | ----------------------------- |
| Nr                            | Kolarz                         | Miejsce                       |
| 151                           | Adrian Banaszek (POL)          | DNF-5                         |
| 152                           | Alan Banaszek (POL)            | DNF-5                         |
| 153                           | Norbert Banaszek (POL) (szosa) | DNF-5                         |
| 154                           | Marceli Bogusławski (POL)      | DNF-5                         |
| 155                           | Tomasz Budziński (POL)         | 31.                           |
| 156                           | Jakub Kaczmarek (POL)          | 19.                           |
| 157                           | Tobiasz Pawlak (POL)           | DNF-5                         |

| Restaurant Suri-Carl Ras GSH | Restaurant Suri-Carl Ras GSH       | Restaurant Suri-Carl Ras GSH |
| ---------------------------- | ---------------------------------- | ---------------------------- |
| Nr                           | Kolarz                             | Miejsce                      |
| 161                          | Rasmus Bøgh Wallin (DEN)           | 80.                          |
| 162                          | Magnus Bak Klaris (DEN)            | 62.                          |
| 163                          | Mathias Larsen (DEN)               | 92.                          |
| 164                          | Sebastian Nielsen (DEN)            | 73.                          |
| 165                          | Oliver Knudsen (DEN)               | 93.                          |
| 166                          | Tobias Kongstad (DEN)              | 70.                          |
| 167                          | Christian Ingemann Lindquist (DEN) | 64.                          |

| BHS-PL Beton Bornholm BPC | BHS-PL Beton Bornholm BPC     | BHS-PL Beton Bornholm BPC |
| ------------------------- | ----------------------------- | ------------------------- |
| Nr                        | Kolarz                        | Miejsce                   |
| 171                       | Martin Toft Madsen (DEN)      | 101.                      |
| 172                       | Nils Lau Nyborg Broge (DEN)   | 29.                       |
| 173                       | Mads Rahbek (DEN)             | 42.                       |
| 174                       | Frederik Irgens Jensen (DEN)  | 75.                       |
| 175                       | Emil Toudal (DEN)             | 44.                       |
| 176                       | Rasmus Søjberg Pedersen (DEN) | 87.                       |
| 177                       | Nikolaj Mengel (DEN)          | 61.                       |

| ColoQuick TCQ | ColoQuick TCQ                    | ColoQuick TCQ |
| ------------- | -------------------------------- | ------------- |
| Nr            | Kolarz                           | Miejsce       |
| 181           | Mads Østergaard Kristensen (DEN) | 106.          |
| 182           | Jeppe Aaskov Pallesen (DEN)      | 24.           |
| 183           | Matias Malmberg (DEN)            | 79.           |
| 184           | Frederik Muff (DEN)              | 102.          |
| 185           | Mads Andersen (DEN)              | 113.          |
| 186           | Joshua Gudnitz (DEN)             | 48.           |
| 187           | Frederik Bjørn Sørensen (DEN)    | 90.           |

| Riwal Cycling Team RIW | Riwal Cycling Team RIW       | Riwal Cycling Team RIW |
| ---------------------- | ---------------------------- | ---------------------- |
| Nr                     | Kolarz                       | Miejsce                |
| 191                    | Mathias Bregnhøj (DEN)       | 20.                    |
| 192                    | Lucas Eriksson (SWE) (szosa) | 26.                    |
| 193                    | Jacob Eriksson (SWE)         | 35.                    |
| 194                    | Martijn Budding (NED)        | DNF-5                  |
| 195                    | Elmar Reinders (NED)         | DNF-1                  |
| 196                    | Alexander Salby (DEN)        | 97.                    |
| 197                    | Morten Nørtoft (DEN)         | 112.                   |

| Dania DEN | Dania DEN             | Dania DEN |
| --------- | --------------------- | --------- |
| Nr        | Kolarz                | Miejsce   |
| 201       | Johan Price-Pejtersen | DNF-3     |
| 202       | Anders Foldager       | 111.      |
| 203       | Kasper Andersen       | 53.       |
| 204       | Nicklas Amdi Pedersen | 59.       |
| 205       | Gustav Frederik Dahl  | 83.       |
| 206       | Frederik Wandahl      | 18.       |
| 207       | Magnus Henneberg      | 108.      |

| Quick-Step Alpha Vinyl QST | Quick-Step Alpha Vinyl QST | Quick-Step Alpha Vinyl QST |
| -------------------------- | -------------------------- | -------------------------- |
| Nr                         | Kolarz                     | Miejsce                    |
| 1                          | Tim Declercq (BEL)         | 30.                        |
| 2                          | Josef Černý (CZE)          | 39.                        |
| 3                          | James Knox (GBR)           | 21.                        |
| 4                          | Michael Mørkøv (DEN)       | 36.                        |
| 5                          | Mauro Schmid (SUI)         | 6.                         |
| 6                          | Zdeněk Štybar (CZE)        | 14.                        |
| 7                          | Ethan Vernon (GBR)         | 95.                        |

| Trek-Segafredo TFS | Trek-Segafredo TFS           | Trek-Segafredo TFS |
| ------------------ | ---------------------------- | ------------------ |
| Nr                 | Kolarz                       | Miejsce            |
| 11                 | Markus Hoelgaard (NOR)       | DNF-5              |
| 12                 | Alexander Kamp (DEN) (szosa) | 54.                |
| 13                 | Jacopo Mosca (ITA)           | 65.                |
| 14                 | Quinn Simmons (USA)          | DNF-5              |
| 15                 | Mattias Skjelmose (DEN)      | 3.                 |
| 16                 | Jasper Stuyven (BEL)         | 9.                 |
| 17                 | Otto Vergaerde (BEL)         | 57.                |

| Jumbo-Visma TJV | Jumbo-Visma TJV                | Jumbo-Visma TJV |
| --------------- | ------------------------------ | --------------- |
| Nr              | Kolarz                         | Miejsce         |
| 21              | Mick van Dijke (NED)           | 7.              |
| 22              | Gijs Leemreize (NED)           | 84.             |
| 23              | Pascal Eenkhoorn (NED) (szosa) | 38.             |
| 24              | Olav Kooij (NED)               | 43.             |
| 25              | Christophe Laporte (FRA)       | 1.              |
| 26              | Lennard Hofstede (NED)         | DNF-5           |
| 27              | Tosh Van der Sande (BEL)       | 33.             |

| EF Education-EasyPost EFE | EF Education-EasyPost EFE | EF Education-EasyPost EFE |
| ------------------------- | ------------------------- | ------------------------- |
| Nr                        | Kolarz                    | Miejsce                   |
| 31                        | Daniel Arroyave (COL)     | DNF-3                     |
| 32                        | Magnus Cort Nielsen (DEN) | 5.                        |
| 33                        | Jens Keukeleire (BEL)     | 41.                       |
| 34                        | Sebastian Langeveld (NED) | 99.                       |
| 35                        | Jonas Rutsch (GER)        | 17.                       |
| 36                        | Thomas Scully (NZL)       | 103.                      |
| 37                        | Łukasz Wiśniowski (POL)   | DNF-1                     |

| Ineos Grenadiers IGD | Ineos Grenadiers IGD     | Ineos Grenadiers IGD |
| -------------------- | ------------------------ | -------------------- |
| Nr                   | Kolarz                   | Miejsce              |
| 41                   | Egan Bernal (COL)        | DNF-5                |
| 42                   | Omar Fraile (ESP)        | 69.                  |
| 43                   | Michał Kwiatkowski (POL) | DNF-5                |
| 44                   | Jhonatan Narváez (ECU)   | 13.                  |
| 45                   | Magnus Sheffield (USA)   | 2.                   |
| 46                   | Ben Swift (GBR)          | DNF-5                |
| 47                   | Geraint Thomas (GBR)     | 34.                  |

| Israel-Premier Tech IPT | Israel-Premier Tech IPT  | Israel-Premier Tech IPT |
| ----------------------- | ------------------------ | ----------------------- |
| Nr                      | Kolarz                   | Miejsce                 |
| 51                      | Guillaume Boivin (CAN)   | 63.                     |
| 52                      | Matthias Brändle (AUT)   | DNF-5                   |
| 53                      | Alex Dowsett (GBR)       | DNF-5                   |
| 54                      | Taj Jones (AUS)          | 104.                    |
| 55                      | Nadav Raisberg (ISR)     | 74.                     |
| 56                      | Mads Würtz Schmidt (DEN) | 15.                     |
| 57                      | Corbin Strong (NZL)      | 28.                     |

| Team DSM DSM | Team DSM DSM                 | Team DSM DSM |
| ------------ | ---------------------------- | ------------ |
| Nr           | Kolarz                       | Miejsce      |
| 61           | Søren Kragh Andersen (DEN)   | 4.           |
| 62           | Asbjørn Kragh Andersen (DEN) | DNF-5        |
| 63           | Frederik Madsen (DEN)        | 85.          |
| 64           | Casper Pedersen (DEN)        | 46.          |
| 65           | Leon Heinschke (GER)         | DNF-5        |
| 66           | Tobias Lund Andresen (DEN)   | 23.          |
| 67           | Moritz Kärsten (GER)         | 94.          |

| Alpecin-Deceuninck AFC | Alpecin-Deceuninck AFC | Alpecin-Deceuninck AFC |
| ---------------------- | ---------------------- | ---------------------- |
| Nr                     | Kolarz                 | Miejsce                |
| 71                     | Jasper Philipsen (BEL) | 22.                    |
| 72                     | Stefano Oldani (ITA)   | 8.                     |
| 73                     | Silvan Dillier (SUI)   | 32.                    |
| 74                     | Julien Vermote (BEL)   | 52.                    |
| 75                     | Timo Kielich (BEL)     | DNF-5                  |
| 76                     | Nicola Conci (ITA)     | DNF-5                  |
| 77                     | Floris De Tier (BEL)   | DNF-3                  |

| Human Powered Health HPM | Human Powered Health HPM      | Human Powered Health HPM |
| ------------------------ | ----------------------------- | ------------------------ |
| Nr                       | Kolarz                        | Miejsce                  |
| 81                       | Pier-André Côté (CAN) (szosa) | 47.                      |
| 82                       | Arvid de Kleijn (NED)         | 49.                      |
| 83                       | Chad Haga (USA)               | 86.                      |
| 84                       | Colin Joyce (USA)             | DNS-4                    |
| 85                       | Nickolas Zukowsky (CAN)       | 16.                      |
| 86                       | Adam de Vos (CAN)             | 105.                     |
| 87                       | Tyler Stites (USA)            | DNS-1                    |

| Uno-X Pro Cycling Team UXT | Uno-X Pro Cycling Team UXT  | Uno-X Pro Cycling Team UXT |
| -------------------------- | --------------------------- | -------------------------- |
| Nr                         | Kolarz                      | Miejsce                    |
| 91                         | Rasmus Tiller (NOR) (szosa) | 107.                       |
| 92                         | Anders Skaarseth (NOR)      | 40.                        |
| 93                         | Lasse Norman Leth (DEN)     | 11.                        |
| 94                         | Anthon Charmig (DEN)        | 10.                        |
| 95                         | Erlend Blikra (NOR)         | DNF-5                      |
| 96                         | Niklas Larsen (DEN)         | 51.                        |
| 97                         | Jonas Gregaard (DEN)        | DNS-4                      |

| Bardiani CSF Faizanè BCF | Bardiani CSF Faizanè BCF | Bardiani CSF Faizanè BCF |
| ------------------------ | ------------------------ | ------------------------ |
| Nr                       | Kolarz                   | Miejsce                  |
| 101                      | Luca Colnaghi (ITA)      | 89.                      |
| 102                      | Davide Gabburo (ITA)     | 66.                      |
| 103                      | Sacha Modolo (ITA)       | 81.                      |
| 104                      | Manuele Tarozzi (ITA)    | 109.                     |
| 105                      | Alessandro Tonelli (ITA) | 60.                      |
| 106                      | Enrico Zanoncello (ITA)  | 110.                     |
| 107                      | Samuele Zoccarato (ITA)  | 58.                      |

| Bingoal Pauwels Sauces WB BWB | Bingoal Pauwels Sauces WB BWB | Bingoal Pauwels Sauces WB BWB |
| ----------------------------- | ----------------------------- | ----------------------------- |
| Nr                            | Kolarz                        | Miejsce                       |
| 111                           | Stanisław Aniołkowski (POL)   | 67.                           |
| 112                           | Ceriel Desal (BEL)            | 45.                           |
| 113                           | Timothy Dupont (BEL)          | DSQ-4                         |
| 114                           | Karl Patrick Lauk (EST)       | DNF-5                         |
| 115                           | Laurenz Rex (BEL)             | 56.                           |
| 116                           | Ludovic Robeet (BEL)          | DNF-5                         |
| 117                           | Tom Wirtgen (LUX)             | 50.                           |

| Sport Vlaanderen-Baloise SVB | Sport Vlaanderen-Baloise SVB | Sport Vlaanderen-Baloise SVB |
| ---------------------------- | ---------------------------- | ---------------------------- |
| Nr                           | Kolarz                       | Miejsce                      |
| 121                          | Jenno Berckmoes (BEL)        | 12.                          |
| 122                          | Kamiel Bonneu (BEL)          | 78.                          |
| 123                          | Vito Braet (BEL)             | 25.                          |
| 124                          | Alex Colman (BEL)            | 37.                          |
| 125                          | Gilles De Wilde (BEL)        | 82.                          |
| 126                          | Julian Mertens (BEL)         | DNF-4                        |
| 127                          | Sasha Weemaes (BEL)          | 68.                          |

| Team Novo Nordisk TNN | Team Novo Nordisk TNN | Team Novo Nordisk TNN |
| --------------------- | --------------------- | --------------------- |
| Nr                    | Kolarz                | Miejsce               |
| 131                   | Matyáš Kopecký (CZE)  | 98.                   |
| 132                   | Andrea Peron (ITA)    | 71.                   |
| 133                   | David Lozano (ESP)    | 72.                   |
| 134                   | Hamish Beadle (NZL)   | 100.                  |
| 135                   | Filippo Ridolfo (ITA) | 96.                   |
| 136                   | Declan Irvine (AUS)   | 91.                   |
| 137                   | Péter Kusztor (HUN)   | DNF-3                 |

| Team Coop TCO | Team Coop TCO                 | Team Coop TCO |
| ------------- | ----------------------------- | ------------- |
| Nr            | Kolarz                        | Miejsce       |
| 141           | Andreas Stokbro (DEN)         | 27.           |
| 142           | Louis Bendixen (DEN)          | 77.           |
| 143           | Håkon Aalrust (NOR)           | DNF-3         |
| 144           | Eirik Lunder (NOR)            | 88.           |
| 145           | André Drege (NOR)             | 76.           |
| 146           | Olav Hjemsæter (NOR)          | 55.           |
| 147           | Karsten Larsen Feldmann (NOR) | DNS-1         |

| HRE Mazowsze Serce Polski MSP | HRE Mazowsze Serce Polski MSP  | HRE Mazowsze Serce Polski MSP |
| ----------------------------- | ------------------------------ | ----------------------------- |
| Nr                            | Kolarz                         | Miejsce                       |
| 151                           | Adrian Banaszek (POL)          | DNF-5                         |
| 152                           | Alan Banaszek (POL)            | DNF-5                         |
| 153                           | Norbert Banaszek (POL) (szosa) | DNF-5                         |
| 154                           | Marceli Bogusławski (POL)      | DNF-5                         |
| 155                           | Tomasz Budziński (POL)         | 31.                           |
| 156                           | Jakub Kaczmarek (POL)          | 19.                           |
| 157                           | Tobiasz Pawlak (POL)           | DNF-5                         |

| Restaurant Suri-Carl Ras GSH | Restaurant Suri-Carl Ras GSH       | Restaurant Suri-Carl Ras GSH |
| ---------------------------- | ---------------------------------- | ---------------------------- |
| Nr                           | Kolarz                             | Miejsce                      |
| 161                          | Rasmus Bøgh Wallin (DEN)           | 80.                          |
| 162                          | Magnus Bak Klaris (DEN)            | 62.                          |
| 163                          | Mathias Larsen (DEN)               | 92.                          |
| 164                          | Sebastian Nielsen (DEN)            | 73.                          |
| 165                          | Oliver Knudsen (DEN)               | 93.                          |
| 166                          | Tobias Kongstad (DEN)              | 70.                          |
| 167                          | Christian Ingemann Lindquist (DEN) | 64.                          |

| BHS-PL Beton Bornholm BPC | BHS-PL Beton Bornholm BPC     | BHS-PL Beton Bornholm BPC |
| ------------------------- | ----------------------------- | ------------------------- |
| Nr                        | Kolarz                        | Miejsce                   |
| 171                       | Martin Toft Madsen (DEN)      | 101.                      |
| 172                       | Nils Lau Nyborg Broge (DEN)   | 29.                       |
| 173                       | Mads Rahbek (DEN)             | 42.                       |
| 174                       | Frederik Irgens Jensen (DEN)  | 75.                       |
| 175                       | Emil Toudal (DEN)             | 44.                       |
| 176                       | Rasmus Søjberg Pedersen (DEN) | 87.                       |
| 177                       | Nikolaj Mengel (DEN)          | 61.                       |

| ColoQuick TCQ | ColoQuick TCQ                    | ColoQuick TCQ |
| ------------- | -------------------------------- | ------------- |
| Nr            | Kolarz                           | Miejsce       |
| 181           | Mads Østergaard Kristensen (DEN) | 106.          |
| 182           | Jeppe Aaskov Pallesen (DEN)      | 24.           |
| 183           | Matias Malmberg (DEN)            | 79.           |
| 184           | Frederik Muff (DEN)              | 102.          |
| 185           | Mads Andersen (DEN)              | 113.          |
| 186           | Joshua Gudnitz (DEN)             | 48.           |
| 187           | Frederik Bjørn Sørensen (DEN)    | 90.           |

| Riwal Cycling Team RIW | Riwal Cycling Team RIW       | Riwal Cycling Team RIW |
| ---------------------- | ---------------------------- | ---------------------- |
| Nr                     | Kolarz                       | Miejsce                |
| 191                    | Mathias Bregnhøj (DEN)       | 20.                    |
| 192                    | Lucas Eriksson (SWE) (szosa) | 26.                    |
| 193                    | Jacob Eriksson (SWE)         | 35.                    |
| 194                    | Martijn Budding (NED)        | DNF-5                  |
| 195                    | Elmar Reinders (NED)         | DNF-1                  |
| 196                    | Alexander Salby (DEN)        | 97.                    |
| 197                    | Morten Nørtoft (DEN)         | 112.                   |

| Dania DEN | Dania DEN             | Dania DEN |
| --------- | --------------------- | --------- |
| Nr        | Kolarz                | Miejsce   |
| 201       | Johan Price-Pejtersen | DNF-3     |
| 202       | Anders Foldager       | 111.      |
| 203       | Kasper Andersen       | 53.       |
| 204       | Nicklas Amdi Pedersen | 59.       |
| 205       | Gustav Frederik Dahl  | 83.       |
| 206       | Frederik Wandahl      | 18.       |
| 207       | Magnus Henneberg      | 108.      |

Legenda: DNF – nie ukończył etapu, OTL – przekroczył limit czasu, DNS – nie wystartował do etapu, DSQ – zdyskwalifikowany. Numer przy skrócie oznacza etap, na którym kolarz opuścił wyścig.

## Wyniki etapów

### Etap 1
| Lillerød - Køge | płaski | (222,6 km) |

| \| Klasyfikacja etapu \| Klasyfikacja etapu \| Klasyfikacja etapu \| Klasyfikacja etapu \| Klasyfikacja etapu \| \| Kolarz \| Kolarz \| Państwo \| Drużyna \| Czas \| \| ------------------ \| ------------------- \| ------------------ \| ------------------------- \| ------------------ \| \| 1. \| Olav Kooij \| Holandia \| Jumbo-Visma \| 4h 59' 20" \| \| 2. \| Jasper Philipsen \| Belgia \| Alpecin-Deceuninck \| + 0" \| \| 3. \| Timothy Dupont \| Belgia \| Bingoal Pauwels Sauces WB \| + 0" \| \| 4. \| Magnus Cort Nielsen \| Dania \| EF Education-EasyPost \| + 0" \| \| 5. \| Arvid de Kleijn \| Holandia \| Human Powered Health \| + 0" \| \| 6. \| Jasper Stuyven \| Belgia \| Trek-Segafredo \| + 0" \| \| 7. \| Andrea Peron \| Włochy \| Team Novo Nordisk \| + 0" \| \| 8. \| Ethan Vernon \| Wielka Brytania \| Quick-Step Alpha Vinyl \| + 0" \| \| 9. \| Luca Colnaghi \| Włochy \| Bardiani CSF Faizanè \| + 0" \| \| 10. \| Jenno Berckmoes \| Belgia \| Sport Vlaanderen-Baloise \| + 0" \| |                     |                 |                           |            |
| |                     |                 |                           |            |
| Źródło: ProCyclingStats |                     |                 |                           |            |
| Klasyfikacja etapu |                     |                 |                           |            |
| Kolarz | Kolarz              | Państwo         | Drużyna                   | Czas       |
| 1. | Olav Kooij          | Holandia        | Jumbo-Visma               | 4h 59' 20" |
| 2. | Jasper Philipsen    | Belgia          | Alpecin-Deceuninck        | + 0"       |
| 3. | Timothy Dupont      | Belgia          | Bingoal Pauwels Sauces WB | + 0"       |
| 4. | Magnus Cort Nielsen | Dania           | EF Education-EasyPost     | + 0"       |
| 5. | Arvid de Kleijn     | Holandia        | Human Powered Health      | + 0"       |
| 6. | Jasper Stuyven      | Belgia          | Trek-Segafredo            | + 0"       |
| 7. | Andrea Peron        | Włochy          | Team Novo Nordisk         | + 0"       |
| 8. | Ethan Vernon        | Wielka Brytania | Quick-Step Alpha Vinyl    | + 0"       |
| 9. | Luca Colnaghi       | Włochy          | Bardiani CSF Faizanè      | + 0"       |
| 10. | Jenno Berckmoes     | Belgia          | Sport Vlaanderen-Baloise  | + 0"       |

| \| Klasyfikacja generalna \| Klasyfikacja generalna \| Klasyfikacja generalna \| Klasyfikacja generalna \| Klasyfikacja generalna \| \| Kolarz \| Kolarz \| Państwo \| Drużyna \| Czas \| \| ---------------------- \| ---------------------- \| ---------------------- \| ------------------------- \| ---------------------- \| \| 1. \| Olav Kooij \| Holandia \| Jumbo-Visma \| 4h 59' 10" \| \| 2. \| Jasper Philipsen \| Belgia \| Alpecin-Deceuninck \| + 4" \| \| 3. \| Sebastian Nielsen \| Dania \| Restaurant Suri-Carl Ras \| + 4" \| \| 4. \| Timothy Dupont \| Belgia \| Bingoal Pauwels Sauces WB \| + 6" \| \| 5. \| Eirik Lunder \| Norwegia \| Team Coop \| + 6" \| \| 6. \| Adrian Banaszek \| Polska \| HRE Mazowsze Serce Polski \| + 7" \| \| 7. \| Rasmus Bøgh Wallin \| Dania \| Restaurant Suri-Carl Ras \| + 9" \| \| 8. \| Magnus Cort Nielsen \| Dania \| EF Education-EasyPost \| + 10" \| \| 9. \| Arvid de Kleijn \| Holandia \| Human Powered Health \| + 10" \| \| 10. \| Jasper Stuyven \| Belgia \| Trek-Segafredo \| + 10" \| |                     |          |                           |            |
| |                     |          |                           |            |
| Źródło: ProCyclingStats |                     |          |                           |            |
| Klasyfikacja generalna |                     |          |                           |            |
| Kolarz | Kolarz              | Państwo  | Drużyna                   | Czas       |
| 1. | Olav Kooij          | Holandia | Jumbo-Visma               | 4h 59' 10" |
| 2. | Jasper Philipsen    | Belgia   | Alpecin-Deceuninck        | + 4"       |
| 3. | Sebastian Nielsen   | Dania    | Restaurant Suri-Carl Ras  | + 4"       |
| 4. | Timothy Dupont      | Belgia   | Bingoal Pauwels Sauces WB | + 6"       |
| 5. | Eirik Lunder        | Norwegia | Team Coop                 | + 6"       |
| 6. | Adrian Banaszek     | Polska   | HRE Mazowsze Serce Polski | + 7"       |
| 7. | Rasmus Bøgh Wallin  | Dania    | Restaurant Suri-Carl Ras  | + 9"       |
| 8. | Magnus Cort Nielsen | Dania    | EF Education-EasyPost     | + 10"      |
| 9. | Arvid de Kleijn     | Holandia | Human Powered Health      | + 10"      |
| 10. | Jasper Stuyven      | Belgia   | Trek-Segafredo            | + 10"      |

### Etap 2
| Assens - Assens | jazda indywidualna na czas | (12,2 km) |

| \| Klasyfikacja etapu \| Klasyfikacja etapu \| Klasyfikacja etapu \| Klasyfikacja etapu \| Klasyfikacja etapu \| \| Kolarz \| Kolarz \| Państwo \| Drużyna \| Czas \| \| ------------------ \| --------------------- \| ------------------ \| ---------------------- \| ------------------ \| \| 1. \| Magnus Sheffield \| Stany Zjednoczone \| Ineos Grenadiers \| 13' 35" \| \| 2. \| Mattias Skjelmose \| Dania \| Trek-Segafredo \| + 3" \| \| 3. \| Christophe Laporte \| Francja \| Jumbo-Visma \| + 6" \| \| 4. \| Geraint Thomas \| Wielka Brytania \| Ineos Grenadiers \| + 15" \| \| 5. \| Søren Kragh Andersen \| Dania \| Team DSM \| + 15" \| \| 6. \| Magnus Cort Nielsen \| Dania \| EF Education-EasyPost \| + 20" \| \| 7. \| Johan Price-Pejtersen \| Dania \| Bahrain Victorious \| + 22" \| \| 8. \| Josef Černý \| Czechy \| Quick-Step Alpha Vinyl \| + 24" \| \| 9. \| Jasper Stuyven \| Belgia \| Trek-Segafredo \| + 24" \| \| 10. \| Lasse Norman Leth \| Dania \| Uno-X Pro Cycling Team \| + 25" \| |                       |                   |                        |         |
| |                       |                   |                        |         |
| Źródło: ProCyclingStats |                       |                   |                        |         |
| Klasyfikacja etapu |                       |                   |                        |         |
| Kolarz | Kolarz                | Państwo           | Drużyna                | Czas    |
| 1. | Magnus Sheffield      | Stany Zjednoczone | Ineos Grenadiers       | 13' 35" |
| 2. | Mattias Skjelmose     | Dania             | Trek-Segafredo         | + 3"    |
| 3. | Christophe Laporte    | Francja           | Jumbo-Visma            | + 6"    |
| 4. | Geraint Thomas        | Wielka Brytania   | Ineos Grenadiers       | + 15"   |
| 5. | Søren Kragh Andersen  | Dania             | Team DSM               | + 15"   |
| 6. | Magnus Cort Nielsen   | Dania             | EF Education-EasyPost  | + 20"   |
| 7. | Johan Price-Pejtersen | Dania             | Bahrain Victorious     | + 22"   |
| 8. | Josef Černý           | Czechy            | Quick-Step Alpha Vinyl | + 24"   |
| 9. | Jasper Stuyven        | Belgia            | Trek-Segafredo         | + 24"   |
| 10. | Lasse Norman Leth     | Dania             | Uno-X Pro Cycling Team | + 25"   |

| \| Klasyfikacja generalna \| Klasyfikacja generalna \| Klasyfikacja generalna \| Klasyfikacja generalna \| Klasyfikacja generalna \| \| Kolarz \| Kolarz \| Państwo \| Drużyna \| Czas \| \| ---------------------- \| ---------------------- \| ---------------------- \| ---------------------- \| ---------------------- \| \| 1. \| Magnus Sheffield \| Stany Zjednoczone \| Ineos Grenadiers \| 5h 12' 55" \| \| 2. \| Mattias Skjelmose \| Dania \| Trek-Segafredo \| + 3" \| \| 3. \| Christophe Laporte \| Francja \| Jumbo-Visma \| + 6" \| \| 4. \| Geraint Thomas \| Wielka Brytania \| Ineos Grenadiers \| + 15" \| \| 5. \| Søren Kragh Andersen \| Dania \| Team DSM \| + 15" \| \| 6. \| Magnus Cort Nielsen \| Dania \| EF Education-EasyPost \| + 20" \| \| 7. \| Josef Černý \| Czechy \| Quick-Step Alpha Vinyl \| + 24" \| \| 8. \| Jasper Stuyven \| Belgia \| Trek-Segafredo \| + 24" \| \| 9. \| Lasse Norman Leth \| Dania \| Uno-X Pro Cycling Team \| + 25" \| \| 10. \| Casper Pedersen \| Dania \| Team DSM \| + 29" \| |                      |                   |                        |            |
| |                      |                   |                        |            |
| Źródło: ProCyclingStats |                      |                   |                        |            |
| Klasyfikacja generalna |                      |                   |                        |            |
| Kolarz | Kolarz               | Państwo           | Drużyna                | Czas       |
| 1. | Magnus Sheffield     | Stany Zjednoczone | Ineos Grenadiers       | 5h 12' 55" |
| 2. | Mattias Skjelmose    | Dania             | Trek-Segafredo         | + 3"       |
| 3. | Christophe Laporte   | Francja           | Jumbo-Visma            | + 6"       |
| 4. | Geraint Thomas       | Wielka Brytania   | Ineos Grenadiers       | + 15"      |
| 5. | Søren Kragh Andersen | Dania             | Team DSM               | + 15"      |
| 6. | Magnus Cort Nielsen  | Dania             | EF Education-EasyPost  | + 20"      |
| 7. | Josef Černý          | Czechy            | Quick-Step Alpha Vinyl | + 24"      |
| 8. | Jasper Stuyven       | Belgia            | Trek-Segafredo         | + 24"      |
| 9. | Lasse Norman Leth    | Dania             | Uno-X Pro Cycling Team | + 25"      |
| 10. | Casper Pedersen      | Dania             | Team DSM               | + 29"      |

### Etap 3
| Otterup - Herning | płaski | (239,3 km) |

| \| Klasyfikacja etapu \| Klasyfikacja etapu \| Klasyfikacja etapu \| Klasyfikacja etapu \| Klasyfikacja etapu \| \| Kolarz \| Kolarz \| Państwo \| Drużyna \| Czas \| \| ------------------ \| --------------------- \| ------------------ \| ------------------------- \| ------------------ \| \| 1. \| Olav Kooij \| Holandia \| Jumbo-Visma \| 5h 18' 45" \| \| 2. \| Christophe Laporte \| Francja \| Jumbo-Visma \| + 0" \| \| 3. \| Magnus Cort Nielsen \| Dania \| EF Education-EasyPost \| + 0" \| \| 4. \| Jhonatan Narváez \| Ekwador \| Ineos Grenadiers \| + 0" \| \| 5. \| Jasper Stuyven \| Belgia \| Trek-Segafredo \| + 0" \| \| 6. \| Jasper Philipsen \| Belgia \| Alpecin-Deceuninck \| + 0" \| \| 7. \| Timothy Dupont \| Belgia \| Bingoal Pauwels Sauces WB \| + 0" \| \| 8. \| Arvid de Kleijn \| Holandia \| Human Powered Health \| + 0" \| \| 9. \| Andreas Stokbro \| Dania \| Team Coop \| + 0" \| \| 10. \| Stanisław Aniołkowski \| Polska \| Bingoal Pauwels Sauces WB \| + 0" \| |                       |          |                           |            |
| |                       |          |                           |            |
| Źródło: ProCyclingStats |                       |          |                           |            |
| Klasyfikacja etapu |                       |          |                           |            |
| Kolarz | Kolarz                | Państwo  | Drużyna                   | Czas       |
| 1. | Olav Kooij            | Holandia | Jumbo-Visma               | 5h 18' 45" |
| 2. | Christophe Laporte    | Francja  | Jumbo-Visma               | + 0"       |
| 3. | Magnus Cort Nielsen   | Dania    | EF Education-EasyPost     | + 0"       |
| 4. | Jhonatan Narváez      | Ekwador  | Ineos Grenadiers          | + 0"       |
| 5. | Jasper Stuyven        | Belgia   | Trek-Segafredo            | + 0"       |
| 6. | Jasper Philipsen      | Belgia   | Alpecin-Deceuninck        | + 0"       |
| 7. | Timothy Dupont        | Belgia   | Bingoal Pauwels Sauces WB | + 0"       |
| 8. | Arvid de Kleijn       | Holandia | Human Powered Health      | + 0"       |
| 9. | Andreas Stokbro       | Dania    | Team Coop                 | + 0"       |
| 10. | Stanisław Aniołkowski | Polska   | Bingoal Pauwels Sauces WB | + 0"       |

| \| Klasyfikacja generalna \| Klasyfikacja generalna \| Klasyfikacja generalna \| Klasyfikacja generalna \| Klasyfikacja generalna \| \| Kolarz \| Kolarz \| Państwo \| Drużyna \| Czas \| \| ---------------------- \| ---------------------- \| ---------------------- \| ---------------------- \| ---------------------- \| \| 1. \| Magnus Sheffield \| Stany Zjednoczone \| Ineos Grenadiers \| 10h 31' 40" \| \| 2. \| Christophe Laporte \| Francja \| Jumbo-Visma \| + 0" \| \| 3. \| Mattias Skjelmose \| Dania \| Trek-Segafredo \| + 3" \| \| 4. \| Geraint Thomas \| Wielka Brytania \| Ineos Grenadiers \| + 15" \| \| 5. \| Søren Kragh Andersen \| Dania \| Team DSM \| + 15" \| \| 6. \| Magnus Cort Nielsen \| Dania \| EF Education-EasyPost \| + 16" \| \| 7. \| Josef Černý \| Czechy \| Quick-Step Alpha Vinyl \| + 24" \| \| 8. \| Jasper Stuyven \| Belgia \| Trek-Segafredo \| + 24" \| \| 9. \| Lasse Norman Leth \| Dania \| Uno-X Pro Cycling Team \| + 25" \| \| 10. \| Casper Pedersen \| Dania \| Team DSM \| + 29" \| |                      |                   |                        |             |
| |                      |                   |                        |             |
| Źródło: ProCyclingStats |                      |                   |                        |             |
| Klasyfikacja generalna |                      |                   |                        |             |
| Kolarz | Kolarz               | Państwo           | Drużyna                | Czas        |
| 1. | Magnus Sheffield     | Stany Zjednoczone | Ineos Grenadiers       | 10h 31' 40" |
| 2. | Christophe Laporte   | Francja           | Jumbo-Visma            | + 0"        |
| 3. | Mattias Skjelmose    | Dania             | Trek-Segafredo         | + 3"        |
| 4. | Geraint Thomas       | Wielka Brytania   | Ineos Grenadiers       | + 15"       |
| 5. | Søren Kragh Andersen | Dania             | Team DSM               | + 15"       |
| 6. | Magnus Cort Nielsen  | Dania             | EF Education-EasyPost  | + 16"       |
| 7. | Josef Černý          | Czechy            | Quick-Step Alpha Vinyl | + 24"       |
| 8. | Jasper Stuyven       | Belgia            | Trek-Segafredo         | + 24"       |
| 9. | Lasse Norman Leth    | Dania             | Uno-X Pro Cycling Team | + 25"       |
| 10. | Casper Pedersen      | Dania             | Team DSM               | + 29"       |

### Etap 4
| Skive - Skive | płaski | (167,3 km) |

| \| Klasyfikacja etapu \| Klasyfikacja etapu \| Klasyfikacja etapu \| Klasyfikacja etapu \| Klasyfikacja etapu \| \| Kolarz \| Kolarz \| Państwo \| Drużyna \| Czas \| \| ------------------ \| --------------------- \| ------------------ \| ------------------------- \| ------------------ \| \| 1. \| Jasper Philipsen \| Belgia \| Alpecin-Deceuninck \| 3h 35' 54" \| \| 2. \| Sasha Weemaes \| Belgia \| Sport Vlaanderen-Baloise \| + 0" \| \| 3. \| Ethan Vernon \| Wielka Brytania \| Quick-Step Alpha Vinyl \| + 0" \| \| 4. \| Jasper Stuyven \| Belgia \| Trek-Segafredo \| + 0" \| \| 5. \| Nicklas Amdi Pedersen \| Dania \| Dania \| + 0" \| \| 6. \| Taj Jones \| Australia \| Israel-Premier Tech \| + 0" \| \| 7. \| Erlend Blikra \| Norwegia \| Uno-X Pro Cycling Team \| + 0" \| \| 8. \| Vito Braet \| Belgia \| Sport Vlaanderen-Baloise \| + 0" \| \| 9. \| Stanisław Aniołkowski \| Polska \| Bingoal Pauwels Sauces WB \| + 0" \| \| 10. \| Christophe Laporte \| Francja \| Jumbo-Visma \| + 0" \| |                       |                 |                           |            |
| |                       |                 |                           |            |
| Źródło: ProCyclingStats |                       |                 |                           |            |
| Klasyfikacja etapu |                       |                 |                           |            |
| Kolarz | Kolarz                | Państwo         | Drużyna                   | Czas       |
| 1. | Jasper Philipsen      | Belgia          | Alpecin-Deceuninck        | 3h 35' 54" |
| 2. | Sasha Weemaes         | Belgia          | Sport Vlaanderen-Baloise  | + 0"       |
| 3. | Ethan Vernon          | Wielka Brytania | Quick-Step Alpha Vinyl    | + 0"       |
| 4. | Jasper Stuyven        | Belgia          | Trek-Segafredo            | + 0"       |
| 5. | Nicklas Amdi Pedersen | Dania           | Dania                     | + 0"       |
| 6. | Taj Jones             | Australia       | Israel-Premier Tech       | + 0"       |
| 7. | Erlend Blikra         | Norwegia        | Uno-X Pro Cycling Team    | + 0"       |
| 8. | Vito Braet            | Belgia          | Sport Vlaanderen-Baloise  | + 0"       |
| 9. | Stanisław Aniołkowski | Polska          | Bingoal Pauwels Sauces WB | + 0"       |
| 10. | Christophe Laporte    | Francja         | Jumbo-Visma               | + 0"       |

| \| Klasyfikacja generalna \| Klasyfikacja generalna \| Klasyfikacja generalna \| Klasyfikacja generalna \| Klasyfikacja generalna \| \| Kolarz \| Kolarz \| Państwo \| Drużyna \| Czas \| \| ---------------------- \| ---------------------- \| ---------------------- \| ---------------------- \| ---------------------- \| \| 1. \| Magnus Sheffield \| Stany Zjednoczone \| Ineos Grenadiers \| 14h 07' 34" \| \| 2. \| Christophe Laporte \| Francja \| Jumbo-Visma \| + 0" \| \| 3. \| Mattias Skjelmose \| Dania \| Trek-Segafredo \| + 3" \| \| 4. \| Geraint Thomas \| Wielka Brytania \| Ineos Grenadiers \| + 15" \| \| 5. \| Søren Kragh Andersen \| Dania \| Team DSM \| + 15" \| \| 6. \| Magnus Cort Nielsen \| Dania \| EF Education-EasyPost \| + 16" \| \| 7. \| Jasper Philipsen \| Belgia \| Alpecin-Deceuninck \| + 21" \| \| 8. \| Josef Černý \| Czechy \| Quick-Step Alpha Vinyl \| + 24" \| \| 9. \| Jasper Stuyven \| Belgia \| Trek-Segafredo \| + 24" \| \| 10. \| Lasse Norman Leth \| Dania \| Uno-X Pro Cycling Team \| + 25" \| |                      |                   |                        |             |
| |                      |                   |                        |             |
| Źródło: ProCyclingStats |                      |                   |                        |             |
| Klasyfikacja generalna |                      |                   |                        |             |
| Kolarz | Kolarz               | Państwo           | Drużyna                | Czas        |
| 1. | Magnus Sheffield     | Stany Zjednoczone | Ineos Grenadiers       | 14h 07' 34" |
| 2. | Christophe Laporte   | Francja           | Jumbo-Visma            | + 0"        |
| 3. | Mattias Skjelmose    | Dania             | Trek-Segafredo         | + 3"        |
| 4. | Geraint Thomas       | Wielka Brytania   | Ineos Grenadiers       | + 15"       |
| 5. | Søren Kragh Andersen | Dania             | Team DSM               | + 15"       |
| 6. | Magnus Cort Nielsen  | Dania             | EF Education-EasyPost  | + 16"       |
| 7. | Jasper Philipsen     | Belgia            | Alpecin-Deceuninck     | + 21"       |
| 8. | Josef Černý          | Czechy            | Quick-Step Alpha Vinyl | + 24"       |
| 9. | Jasper Stuyven       | Belgia            | Trek-Segafredo         | + 24"       |
| 10. | Lasse Norman Leth    | Dania             | Uno-X Pro Cycling Team | + 25"       |

### Etap 5
| Give - Vejle | pagórkowaty | (125,9 km) |

| \| Klasyfikacja etapu \| Klasyfikacja etapu \| Klasyfikacja etapu \| Klasyfikacja etapu \| Klasyfikacja etapu \| \| Kolarz \| Kolarz \| Państwo \| Drużyna \| Czas \| \| ------------------ \| -------------------- \| ------------------ \| ---------------------- \| ------------------ \| \| 1. \| Christophe Laporte \| Francja \| Jumbo-Visma \| 2h 53' 56" \| \| 2. \| Magnus Sheffield \| Stany Zjednoczone \| Ineos Grenadiers \| + 0" \| \| 3. \| Mattias Skjelmose \| Dania \| Trek-Segafredo \| + 0" \| \| 4. \| Jhonatan Narváez \| Ekwador \| Ineos Grenadiers \| + 0" \| \| 5. \| Mauro Schmid \| Szwajcaria \| Quick-Step Alpha Vinyl \| + 0" \| \| 6. \| Søren Kragh Andersen \| Dania \| Team DSM \| + 0" \| \| 7. \| Mick van Dijke \| Holandia \| Jumbo-Visma \| + 4" \| \| 8. \| Magnus Cort Nielsen \| Dania \| EF Education-EasyPost \| + 4" \| \| 9. \| Anthon Charmig \| Dania \| Uno-X Pro Cycling Team \| + 4" \| \| 10. \| Alexander Kamp \| Dania \| Trek-Segafredo \| + 4" \| |                      |                   |                        |            |
| |                      |                   |                        |            |
| Źródło: ProCyclingStats |                      |                   |                        |            |
| Klasyfikacja etapu |                      |                   |                        |            |
| Kolarz | Kolarz               | Państwo           | Drużyna                | Czas       |
| 1. | Christophe Laporte   | Francja           | Jumbo-Visma            | 2h 53' 56" |
| 2. | Magnus Sheffield     | Stany Zjednoczone | Ineos Grenadiers       | + 0"       |
| 3. | Mattias Skjelmose    | Dania             | Trek-Segafredo         | + 0"       |
| 4. | Jhonatan Narváez     | Ekwador           | Ineos Grenadiers       | + 0"       |
| 5. | Mauro Schmid         | Szwajcaria        | Quick-Step Alpha Vinyl | + 0"       |
| 6. | Søren Kragh Andersen | Dania             | Team DSM               | + 0"       |
| 7. | Mick van Dijke       | Holandia          | Jumbo-Visma            | + 4"       |
| 8. | Magnus Cort Nielsen  | Dania             | EF Education-EasyPost  | + 4"       |
| 9. | Anthon Charmig       | Dania             | Uno-X Pro Cycling Team | + 4"       |
| 10. | Alexander Kamp       | Dania             | Trek-Segafredo         | + 4"       |

## Klasyfikacje

### Klasyfikacja generalna
| \| Klasyfikacja generalna \| Klasyfikacja generalna \| Klasyfikacja generalna \| Klasyfikacja generalna \| Klasyfikacja generalna \| \| Kolarz \| Kolarz \| Państwo \| Drużyna \| Czas \| \| ---------------------- \| ---------------------- \| ---------------------- \| ---------------------- \| ---------------------- \| \| 1. \| Christophe Laporte \| Francja \| Jumbo-Visma \| 17h 01' 20" \| \| 2. \| Magnus Sheffield \| Stany Zjednoczone \| Ineos Grenadiers \| + 4" \| \| 3. \| Mattias Skjelmose \| Dania \| Trek-Segafredo \| + 9" \| \| 4. \| Søren Kragh Andersen \| Dania \| Team DSM \| + 25" \| \| 5. \| Magnus Cort Nielsen \| Dania \| EF Education-EasyPost \| + 30" \| \| 6. \| Mauro Schmid \| Szwajcaria \| Quick-Step Alpha Vinyl \| + 42" \| \| 7. \| Mick van Dijke \| Holandia \| Jumbo-Visma \| + 44" \| \| 8. \| Stefano Oldani \| Włochy \| Alpecin-Deceuninck \| + 48" \| \| 9. \| Jasper Stuyven \| Belgia \| Trek-Segafredo \| + 52" \| \| 10. \| Anthon Charmig \| Dania \| Uno-X Pro Cycling Team \| + 56" \| |                      |                   |                        |             |
| |                      |                   |                        |             |
| Źródło: ProCyclingStats |                      |                   |                        |             |
| Klasyfikacja generalna |                      |                   |                        |             |
| Kolarz | Kolarz               | Państwo           | Drużyna                | Czas        |
| 1. | Christophe Laporte   | Francja           | Jumbo-Visma            | 17h 01' 20" |
| 2. | Magnus Sheffield     | Stany Zjednoczone | Ineos Grenadiers       | + 4"        |
| 3. | Mattias Skjelmose    | Dania             | Trek-Segafredo         | + 9"        |
| 4. | Søren Kragh Andersen | Dania             | Team DSM               | + 25"       |
| 5. | Magnus Cort Nielsen  | Dania             | EF Education-EasyPost  | + 30"       |
| 6. | Mauro Schmid         | Szwajcaria        | Quick-Step Alpha Vinyl | + 42"       |
| 7. | Mick van Dijke       | Holandia          | Jumbo-Visma            | + 44"       |
| 8. | Stefano Oldani       | Włochy            | Alpecin-Deceuninck     | + 48"       |
| 9. | Jasper Stuyven       | Belgia            | Trek-Segafredo         | + 52"       |
| 10. | Anthon Charmig       | Dania             | Uno-X Pro Cycling Team | + 56"       |

| Klasyfikacja punktowa | Klasyfikacja punktowa | Klasyfikacja punktowa | Klasyfikacja punktowa  | Klasyfikacja punktowa |
| Kolarz                | Kolarz                | Państwo               | Drużyna                | Punkty                |
| --------------------- | --------------------- | --------------------- | ---------------------- | --------------------- |
| 1.                    | Christophe Laporte    | Francja               | Jumbo-Visma            | 40 pkt                |
| 2.                    | Olav Kooij            | Holandia              | Jumbo-Visma            | 36 pkt                |
| 3.                    | Jasper Philipsen      | Belgia                | Alpecin-Deceuninck     | 34 pkt                |
| 4.                    | Magnus Cort Nielsen   | Dania                 | EF Education-EasyPost  | 31 pkt                |
| 5.                    | Magnus Sheffield      | Stany Zjednoczone     | Ineos Grenadiers       | 30 pkt                |
| 6.                    | Jasper Stuyven        | Belgia                | Trek-Segafredo         | 28 pkt                |
| 7.                    | Mattias Skjelmose     | Dania                 | Trek-Segafredo         | 22 pkt                |
| 8.                    | Jhonatan Narváez      | Ekwador               | Ineos Grenadiers       | 20 pkt                |
| 9.                    | Søren Kragh Andersen  | Dania                 | Team DSM               | 16 pkt                |
| 10.                   | Ethan Vernon          | Wielka Brytania       | Quick-Step Alpha Vinyl | 15 pkt                |

| Klasyfikacja punktowa | Klasyfikacja punktowa | Klasyfikacja punktowa | Klasyfikacja punktowa  | Klasyfikacja punktowa |
| Kolarz                | Kolarz                | Państwo               | Drużyna                | Punkty                |
| --------------------- | --------------------- | --------------------- | ---------------------- | --------------------- |
| 1.                    | Christophe Laporte    | Francja               | Jumbo-Visma            | 40 pkt                |
| 2.                    | Olav Kooij            | Holandia              | Jumbo-Visma            | 36 pkt                |
| 3.                    | Jasper Philipsen      | Belgia                | Alpecin-Deceuninck     | 34 pkt                |
| 4.                    | Magnus Cort Nielsen   | Dania                 | EF Education-EasyPost  | 31 pkt                |
| 5.                    | Magnus Sheffield      | Stany Zjednoczone     | Ineos Grenadiers       | 30 pkt                |
| 6.                    | Jasper Stuyven        | Belgia                | Trek-Segafredo         | 28 pkt                |
| 7.                    | Mattias Skjelmose     | Dania                 | Trek-Segafredo         | 22 pkt                |
| 8.                    | Jhonatan Narváez      | Ekwador               | Ineos Grenadiers       | 20 pkt                |
| 9.                    | Søren Kragh Andersen  | Dania                 | Team DSM               | 16 pkt                |
| 10.                   | Ethan Vernon          | Wielka Brytania       | Quick-Step Alpha Vinyl | 15 pkt                |

| Klasyfikacja górska | Klasyfikacja górska    | Klasyfikacja górska | Klasyfikacja górska      | Klasyfikacja górska |
| Kolarz              | Kolarz                 | Państwo             | Drużyna                  | Punkty              |
| ------------------- | ---------------------- | ------------------- | ------------------------ | ------------------- |
| 1.                  | Rasmus Bøgh Wallin     | Dania               | Restaurant Suri-Carl Ras | 64 pkt              |
| 2.                  | Anders Foldager        | Dania               | Dania                    | 36 pkt              |
| 3.                  | Nickolas Zukowsky      | Kanada              | Human Powered Health     | 24 pkt              |
| 4.                  | Mathias Bregnhøj       | Dania               | Riwal Cycling Team       | 16 pkt              |
| 5.                  | Magnus Henneberg       | Królestwo Danii     | Dania                    | 16 pkt              |
| 6.                  | Frederik Irgens Jensen | Dania               | BHS-PL Beton Bornholm    | 12 pkt              |
| 7.                  | Gilles De Wilde        | Belgia              | Sport Vlaanderen-Baloise | 12 pkt              |
| 8.                  | Nicklas Amdi Pedersen  | Dania               | Dania                    | 12 pkt              |
| 9.                  | Jeppe Aaskov Pallesen  | Dania               | ColoQuick                | 8 pkt               |
| 10.                 | Tim Declercq           | Belgia              | Quick-Step Alpha Vinyl   | 8 pkt               |

| Klasyfikacja górska | Klasyfikacja górska    | Klasyfikacja górska | Klasyfikacja górska      | Klasyfikacja górska |
| Kolarz              | Kolarz                 | Państwo             | Drużyna                  | Punkty              |
| ------------------- | ---------------------- | ------------------- | ------------------------ | ------------------- |
| 1.                  | Rasmus Bøgh Wallin     | Dania               | Restaurant Suri-Carl Ras | 64 pkt              |
| 2.                  | Anders Foldager        | Dania               | Dania                    | 36 pkt              |
| 3.                  | Nickolas Zukowsky      | Kanada              | Human Powered Health     | 24 pkt              |
| 4.                  | Mathias Bregnhøj       | Dania               | Riwal Cycling Team       | 16 pkt              |
| 5.                  | Magnus Henneberg       | Królestwo Danii     | Dania                    | 16 pkt              |
| 6.                  | Frederik Irgens Jensen | Dania               | BHS-PL Beton Bornholm    | 12 pkt              |
| 7.                  | Gilles De Wilde        | Belgia              | Sport Vlaanderen-Baloise | 12 pkt              |
| 8.                  | Nicklas Amdi Pedersen  | Dania               | Dania                    | 12 pkt              |
| 9.                  | Jeppe Aaskov Pallesen  | Dania               | ColoQuick                | 8 pkt               |
| 10.                 | Tim Declercq           | Belgia              | Quick-Step Alpha Vinyl   | 8 pkt               |

| Klasyfikacja młodzieżowa | Klasyfikacja młodzieżowa | Klasyfikacja młodzieżowa | Klasyfikacja młodzieżowa | Klasyfikacja młodzieżowa |
| Kolarz                   | Kolarz                   | Państwo                  | Drużyna                  | Czas                     |
| ------------------------ | ------------------------ | ------------------------ | ------------------------ | ------------------------ |
| 1.                       | Magnus Sheffield         | Stany Zjednoczone        | Ineos Grenadiers         | 17h 01' 24"              |
| 2.                       | Mattias Skjelmose        | Dania                    | Trek-Segafredo           | + 5"                     |
| 3.                       | Mick van Dijke           | Holandia                 | Jumbo-Visma              | + 40"                    |
| 4.                       | Jenno Berckmoes          | Belgia                   | Sport Vlaanderen-Baloise | + 1' 14"                 |
| 5.                       | Frederik Wandahl         | Dania                    | Dania                    | + 1' 30"                 |
| 6.                       | Tobias Lund Andresen     | Dania                    | Team DSM                 | + 1' 43"                 |
| 7.                       | Vito Braet               | Belgia                   | Sport Vlaanderen-Baloise | + 1' 43"                 |
| 8.                       | Corbin Strong            | Nowa Zelandia            | Israel-Premier Tech      | + 2' 13"                 |
| 9.                       | Olav Kooij               | Holandia                 | Jumbo-Visma              | + 7' 56"                 |
| 10.                      | Joshua Gudnitz           | Dania                    | ColoQuick                | + 10' 43"                |

| Klasyfikacja młodzieżowa | Klasyfikacja młodzieżowa | Klasyfikacja młodzieżowa | Klasyfikacja młodzieżowa | Klasyfikacja młodzieżowa |
| Kolarz                   | Kolarz                   | Państwo                  | Drużyna                  | Czas                     |
| ------------------------ | ------------------------ | ------------------------ | ------------------------ | ------------------------ |
| 1.                       | Magnus Sheffield         | Stany Zjednoczone        | Ineos Grenadiers         | 17h 01' 24"              |
| 2.                       | Mattias Skjelmose        | Dania                    | Trek-Segafredo           | + 5"                     |
| 3.                       | Mick van Dijke           | Holandia                 | Jumbo-Visma              | + 40"                    |
| 4.                       | Jenno Berckmoes          | Belgia                   | Sport Vlaanderen-Baloise | + 1' 14"                 |
| 5.                       | Frederik Wandahl         | Dania                    | Dania                    | + 1' 30"                 |
| 6.                       | Tobias Lund Andresen     | Dania                    | Team DSM                 | + 1' 43"                 |
| 7.                       | Vito Braet               | Belgia                   | Sport Vlaanderen-Baloise | + 1' 43"                 |
| 8.                       | Corbin Strong            | Nowa Zelandia            | Israel-Premier Tech      | + 2' 13"                 |
| 9.                       | Olav Kooij               | Holandia                 | Jumbo-Visma              | + 7' 56"                 |
| 10.                      | Joshua Gudnitz           | Dania                    | ColoQuick                | + 10' 43"                |

| Klasyfikacja drużynowa | Klasyfikacja drużynowa   | Klasyfikacja drużynowa | Klasyfikacja drużynowa |
| Drużyna                | Drużyna                  | Państwo                | Czas                   |
| ---------------------- | ------------------------ | ---------------------- | ---------------------- |
| 1.                     | Trek-Segafredo           | Stany Zjednoczone      | 51h 06' 10"            |
| 2.                     | Jumbo-Visma              | Holandia               | + 16"                  |
| 3.                     | Ineos Grenadiers         | Wielka Brytania        | + 33"                  |
| 4.                     | Quick-Step Alpha Vinyl   | Belgia                 | + 34"                  |
| 5.                     | Alpecin-Deceuninck       | Belgia                 | + 2' 14"               |
| 6.                     | Sport Vlaanderen-Baloise | Belgia                 | + 2' 54"               |
| 7.                     | Riwal                    | Dania                  | + 4' 37"               |
| 8.                     | Uno-X Pro Cycling Team   | Norwegia               | + 4' 41"               |
| 9.                     | EF Education-EasyPost    | Stany Zjednoczone      | + 5' 12"               |
| 10.                    | BHS-PL Beton Bornholm    | Dania                  | + 6' 43"               |

| Klasyfikacja drużynowa | Klasyfikacja drużynowa   | Klasyfikacja drużynowa | Klasyfikacja drużynowa |
| Drużyna                | Drużyna                  | Państwo                | Czas                   |
| ---------------------- | ------------------------ | ---------------------- | ---------------------- |
| 1.                     | Trek-Segafredo           | Stany Zjednoczone      | 51h 06' 10"            |
| 2.                     | Jumbo-Visma              | Holandia               | + 16"                  |
| 3.                     | Ineos Grenadiers         | Wielka Brytania        | + 33"                  |
| 4.                     | Quick-Step Alpha Vinyl   | Belgia                 | + 34"                  |
| 5.                     | Alpecin-Deceuninck       | Belgia                 | + 2' 14"               |
| 6.                     | Sport Vlaanderen-Baloise | Belgia                 | + 2' 54"               |
| 7.                     | Riwal                    | Dania                  | + 4' 37"               |
| 8.                     | Uno-X Pro Cycling Team   | Norwegia               | + 4' 41"               |
| 9.                     | EF Education-EasyPost    | Stany Zjednoczone      | + 5' 12"               |
| 10.                    | BHS-PL Beton Bornholm    | Dania                  | + 6' 43"               |

### Liderzy klasyfikacji
| Etap   |                            | Pierwsze miejsce _ | Klasyfikacja generalna | Punktowa           | Górska             | Młodzieżowa      | Najaktywniejszych     | Drużynowa      |
| ------ | -------------------------- | ------------------ | ---------------------- | ------------------ | ------------------ | ---------------- | --------------------- | -------------- |
| 1      | płaski                     | Olav Kooij         | Olav Kooij             | Olav Kooij         | Rasmus Bøgh Wallin | Olav Kooij       | Nicklas Amdi Pedersen | Jumbo-Visma    |
| 2      | jazda indywidualna na czas | Magnus Sheffield   | Magnus Sheffield       | Magnus Sheffield   | Rasmus Bøgh Wallin | Magnus Sheffield | brak danych           | Jumbo-Visma    |
| 3      | płaski                     | Olav Kooij         | Magnus Sheffield       | Olav Kooij         | Rasmus Bøgh Wallin | Magnus Sheffield | Oliver Knudsen        | Jumbo-Visma    |
| 4      | płaski                     | Jasper Philipsen   | Magnus Sheffield       | Jasper Philipsen   | Rasmus Bøgh Wallin | Magnus Sheffield | Rasmus Bøgh Wallin    | Jumbo-Visma    |
| 5      | pagórkowaty                | Christophe Laporte | Christophe Laporte     | Christophe Laporte | Rasmus Bøgh Wallin | Magnus Sheffield | Mathias Bregnhøj      | Trek-Segafredo |
| Koniec | Koniec                     |                    | Christophe Laporte     | Christophe Laporte | Rasmus Bøgh Wallin | Magnus Sheffield | Rasmus Bøgh Wallin    | Trek-Segafredo |